# Stefanie Dimmeler
Stefanie Dimmeler (geboren am 18. Juli 1967 in Ravensburg) ist eine deutsche Biologin und Biochemikerin. Sie erhielt 2005 den mit 1,55 Millionen Euro dotierten Gottfried-Wilhelm-Leibniz-Preis für ihre Forschungen zum programmierten Zelltod der Endothelzellen des Menschen.

## Leben
Stefanie Dimmeler besuchte Schulen in Hagnau und Stetten sowie das Gymnasium in Markdorf. Von 1986 bis 1991 studierte sie Biologie an der Universität Konstanz, wo sie 1991 ihr Diplom mit einer Arbeit über Einfluß von Ebselen auf Ca2+-Ströme in humanen Thrombozyten am Lehrstuhl für Biologische Chemie ablegte. 1993 promovierte sie ebenfalls in Konstanz über Nitric oxide-stimulated ADP-ribosylation zur Dr. rer. nat.
Von 1993 bis 1995 war Dimmeler wissenschaftliche Assistentin in der Biochemischen und Experimentellen Abteilung des Chirurgischen Instituts der Universität zu Köln und danach von 1995 bis 2001 in der Medizinischen Klinik, Abteilung Kardiologie, der Universität Frankfurt am Main, wo sie seit 1997 die Arbeitsgruppe "Molekulare Kardiologie" leitet. 1998 habilitierte sie sich im Fach Experimentelle Medizin zum Thema Endotheldysfunktion in der Atherosklerose – Untersuchungen zur Apoptose von Endothelzellen. Seit 2001 hat sie eine Professur für Molekulare Kardiologie der Universität Frankfurt inne. Seit 2008 ist sie Direktorin des Instituts für Kardiovaskuläre Regeneration im Zentrum für Molekulare Medizin der Goethe-Universität Frankfurt. Von 2008 bis 2012 war sie Mitglied des Deutschen Ethikrates. 2017 wurde Stefanie Dimmeler zum Mitglied der Leopoldina gewählt.
Seit Dezember 2020 ist Stefanie Dimmeler Vorstandssprecherin des Deutschen Zentrums für Herz-Kreislauf-Forschung e.V. (DZHK).
Darüber hinaus ist Stefanie Dimmeler Sprecherin des "Cardio-Pulmonary Institute", eines mit ca. 40 Millionen Euro von 2019–2026 geförderten Exzellenzclusters der DFG.

## Forschung
Stefanie Dimmeler konzentriert sich in ihrer Forschung vor allem auf die molekularbiologische Untersuchung der Endothelzellen, also der Zellen, die die Auskleidung der Blutgefäße darstellen. Ein wesentlicher Aspekt ist dabei die Apoptose, auch bekannt als Programmierter Zelltod, des Gewebes. Dimmeler untersucht in diesem Kontext die notwendigen Botenstoffe, die Entwicklung der Schädigung dieser Zellstrukturen sowie die Möglichkeiten, diese Prozesse zu regenerieren. Diese Grundlagenforschung soll vor allem ein besseres Verständnis der Prozesse bei der Arteriosklerose liefern und hierfür Behandlungsmöglichkeiten aufzeigen. Sie lieferte zudem erste Ergebnisse zur Stammzellentherapie mit Hilfe von Progenitorzellen aus dem Knochenmark zur Behandlung von Infarktpatienten. Aktuelle Arbeiten beschäftigen sich zudem mit der Regulation von Gefäßwachstum und Stammzellen durch kleine Genschnipselchen, sogenannte microRNAs.

## Auszeichnungen
Neben einer Reihe von Stipendien und Mitteln der Forschungsförderung wurde Stefanie Dimmeler mit folgenden Preisen für ihre wissenschaftliche Arbeit ausgezeichnet:
- 1991: Preis des Stifterverbandes für die Deutsche Wissenschaft
- 1994: Fritz-Külz-Preis der Deutschen Gesellschaft für Pharmakologie und Toxikologie
- 1998: Forschungspreis der Deutschen Stiftung für Herzforschung
- 1999: Preis der Herbert-und-Hedwig-Eckelmann-Stiftung
- 2000: Fraenkel-Preis der Deutschen Gesellschaft für Kardiologie
- 2002: Alfried-Krupp-Förderpreis für junge Hochschullehrer
- 2004: Forßmann-Preis der Ruhr-Universität Bochum
- 2005: Gottfried-Wilhelm-Leibniz-Preis der Deutschen Forschungsgemeinschaft
- 2007: Ernst-Jung-Preis für Medizin 2007, zusammen mit Andreas M. Zeiher
- 2008: Science4Life Venture Cup Preis
- 2010: Forschungspreis der GlaxoSmithKline-Stiftung
- 2014: Madrid Award for Stem Cell Therapy
- 2014 & 2015: Thomson Reuters "Highly Cited Researchers" (Top 1% of highly cited researchers)
- 2015: Louis B. Jaques Plenary Lecture, International Society of Thrombosis and Haemostasis
- 2015: ERC Advanced Investigator Grant
- 2015: Thomas W. Smith Memorial Lecture at Scientific Sessions
- 2016: Michael Oliver Memorial Lecture of the British Atherosclerosis Society
- 2016: Paul Dudley White Lecture at the Scientific Sessions of the AHA
- 2017: Willi Pitzer Preis, Bad Nauheim
- 2018: Selby Travelling Fellowship of the Australian Academy of Science
- 2020: Gold Medal of the European Society of Cardiology[4]
- 2021: Paul Morawitz Preis der Deutschen Gesellschaft für Kardiologie[5]
- 2022: Otto-Warburg-Medaille der Deutschen Gesellschaft für Molekularbiologie und Biochemie
- 2022: Mitglied der Berlin-Brandenburgischen Akademie der Wissenschaften
- 2026: Preis der Feldberg Foundation

## Veröffentlichungen
- Stammzelltherapie in der Kardiologie. Stand und Perspektiven. Hrsg. gemeinsam mit Andreas Zeiher. Uni-Med, Bremen 2004 ISBN 978-3-89599-800-3

Weitere Information zu Veröffentlichungen: www.cardiovascular-regeneration.com und www.ncbi.nlm.nih.gov/pubmed